# Limnophila sessiliflora
Limnophila sessiliflora là một loài thực vật có hoa trong họ Mã đề. Loài này được (Vahl) Blume mô tả khoa học đầu tiên năm 1826.

## Hình ảnh

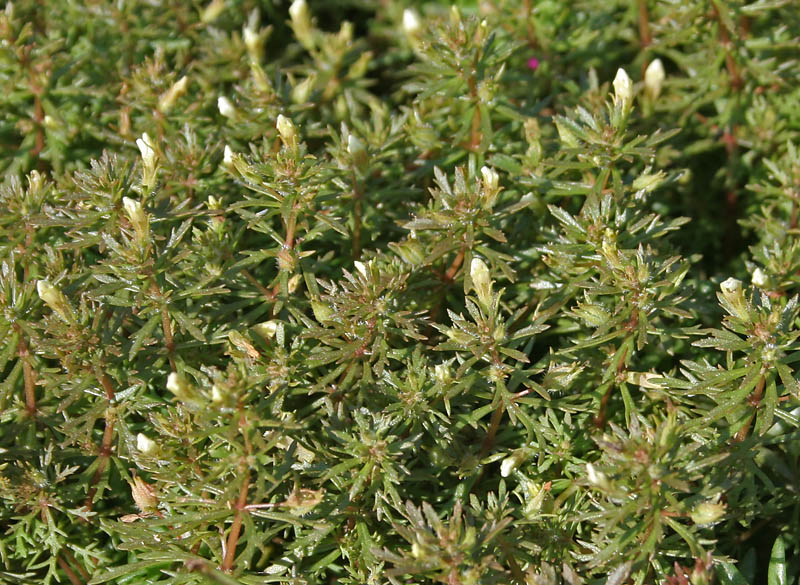
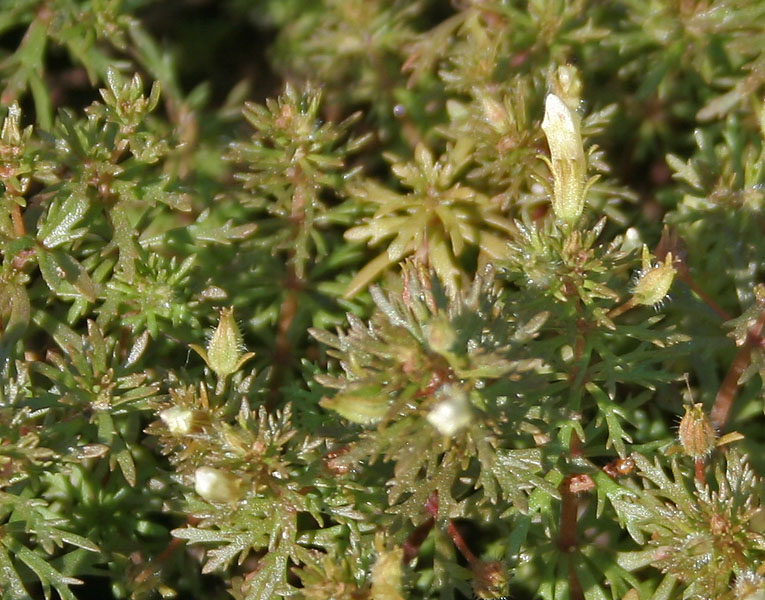
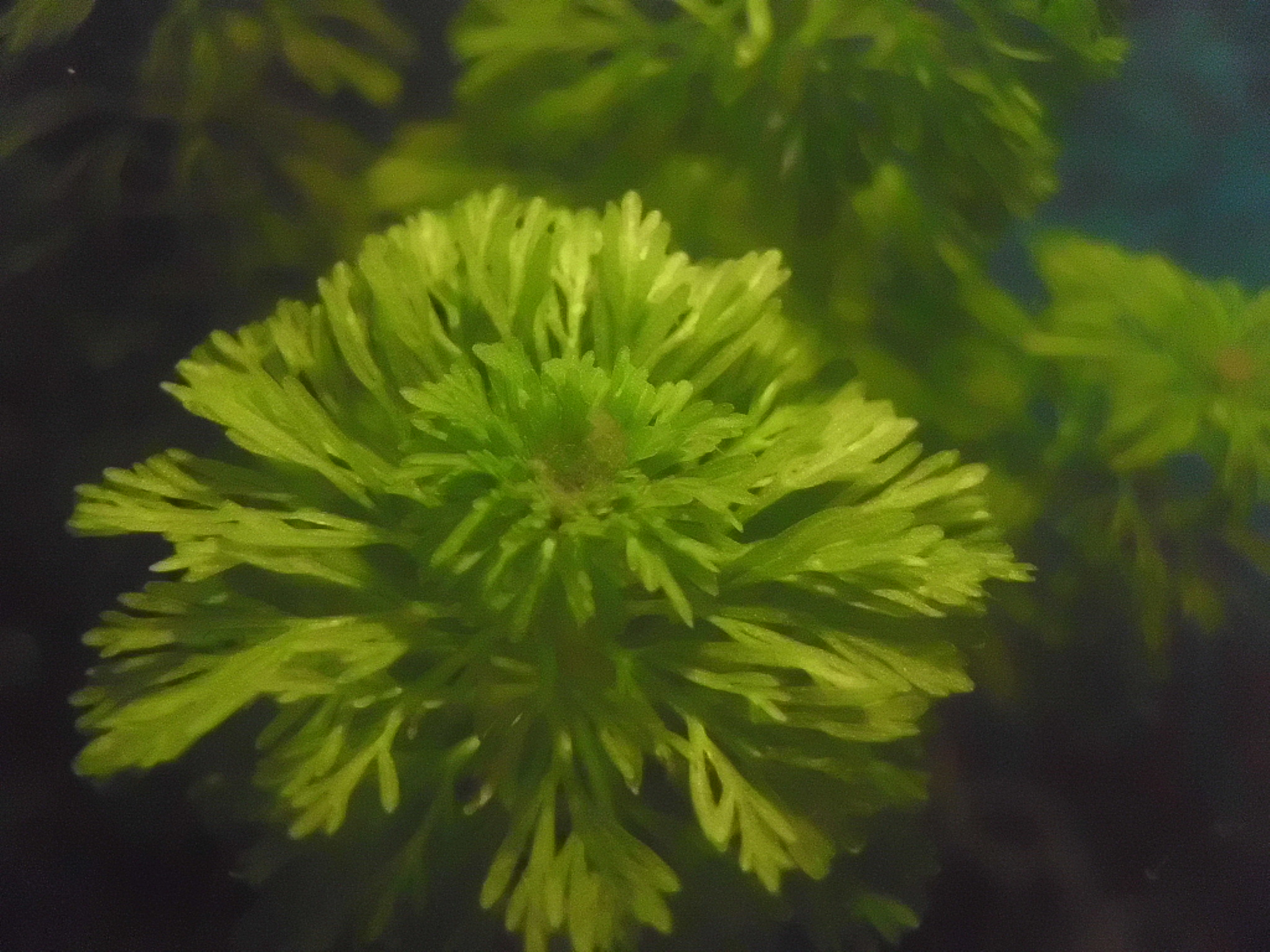
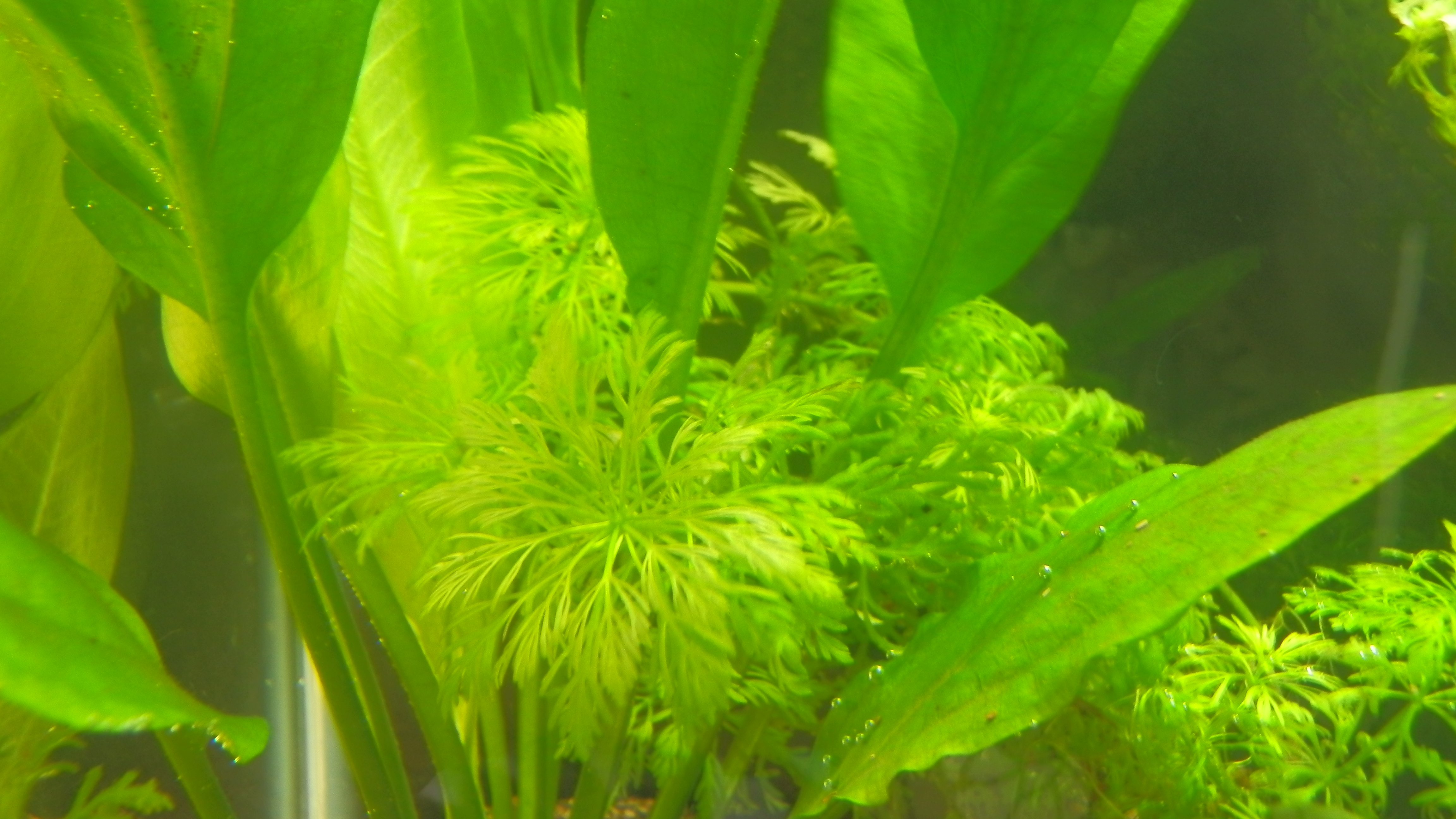